# Casa Rosada

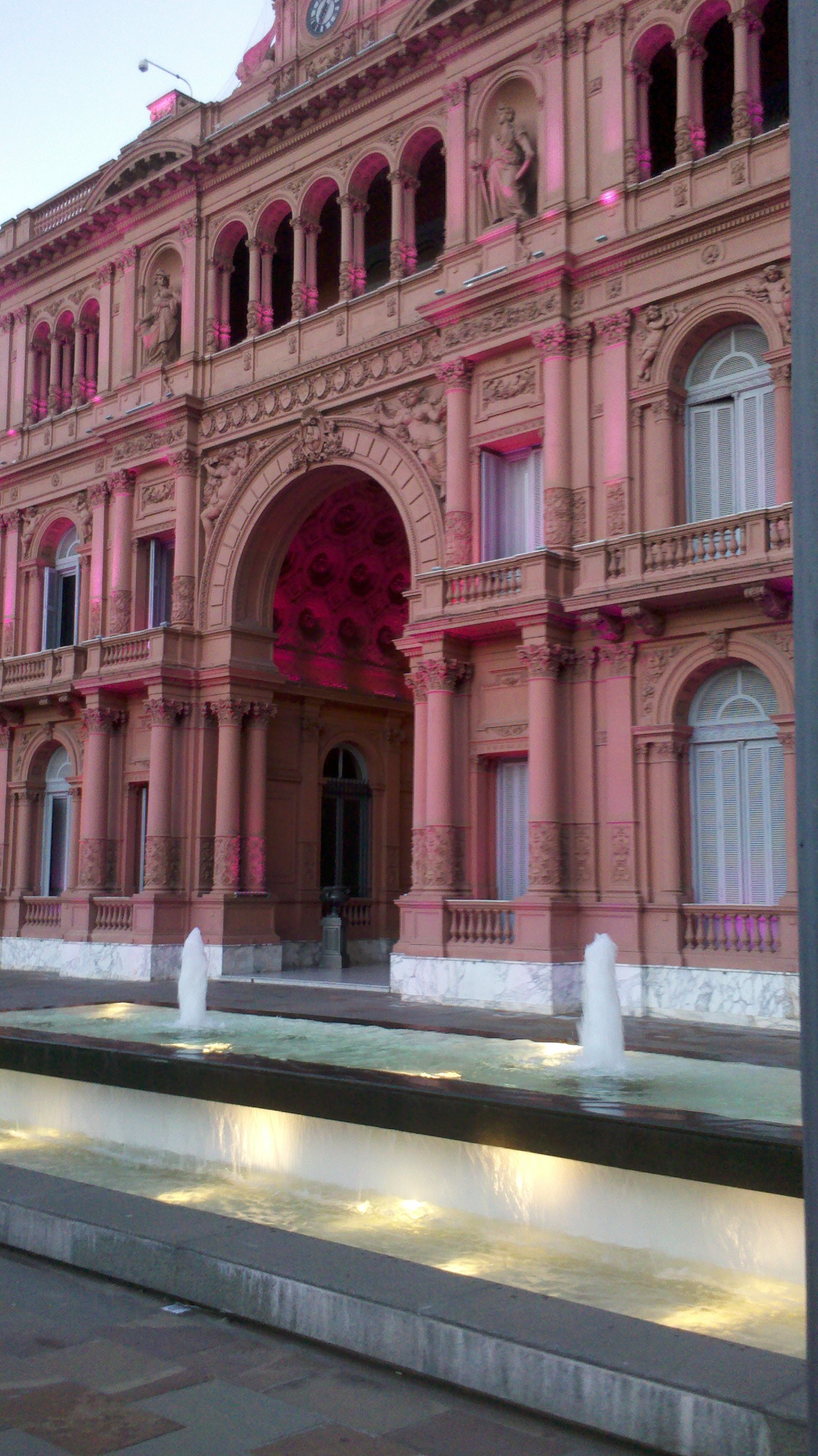
Portico di stile neoclassico.

La Casa Rosada (in italiano Casa Rosa) è la sede centrale del potere esecutivo della Repubblica Argentina e un monumento nazionale. All'interno di essa hanno sede gli uffici del Presidente della Repubblica Argentina che risiede nella Quinta de Olivos. L'edificio sorge a Buenos Aires e si affaccia sulla storica Plaza de Mayo. Il nome gli deriva dal caratteristico colore rosato ed è considerato uno dei palazzi più importanti di Buenos Aires. Oltre alle funzioni istituzionali, la Casa Rosada ospita anche il Museo de la Casa de Gobierno, un'esposizione storica di oggetti legati alla storia del paese e dei suoi presidenti.

## Il periodo coloniale
L'edificio sorge sulle fondamenta di quella che fu la fortezza reale di Don Juan Baltazar d'Austria, costruita dal governatore di Buenos Aires, Fernando Ortiz de Zárate, nel 1594, sulle sponde, a quel tempo ancora scoscese, del Río de la Plata. La fortezza fu ricostruita nel 1713, rimpiazzata con una costruzione molto più sobria, che copriva quasi un ettaro, circondata da un fossato e con quattro torrioni rettangolari. La costruzione si affacciava sulla Plaza Mayor, l'attuale Plaza de Mayo, ed aveva un ponte levatoio. Questa nuova fortezza fu battezzata Castillo de San Miguel (Castello di San Michele) nel 1720, quando si completò la costruzione delle opere di difesa. Il nuovo edificio servì come sede dei governatori della città e poi dei viceré del Río de la Plata. Dopo il 1810 fu sede dei governi argentini indipendenti. Negli anni venti del XIX secolo, il presidente Bernardino Rivadavia ordinò alcune modifiche, sostituendo il ponte levatoio con un portico di stile neoclassico.

## Progettazione e costruzione

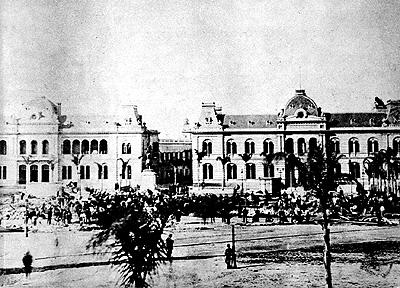
L'edificio del governo e il Palazzo delle Poste prima della loro unificazione

La fortezza fu parzialmente demolita negli anni Cinquanta del XIX secolo, per fare spazio agli edifici della Dogana Nuova, un progetto dell'architetto inglese . Dell'antico forte rimasero solo un arco e alcuni degli edifici vicereali che stavano all'interno delle mura fortificate, ormai demolite. Questi edifici furono restaurati per essere adibiti a sede del governo e assunsero la caratteristica tinta rosa sotto la presidenza di Domingo Faustino Sarmiento. Nel 1873, sempre durante la presidenza di Sarmiento, si intraprese la costruzione del Palacio de Correos (Palazzo delle Poste), opera dell'architetto svedese Carl Kihlberg, nello spazio lasciato libero dalle demolizioni.
Il Palazzo delle Poste fu completato nel 1878, ma le dimensioni del nuovo edificio sminuivano sensibilmente quelle della sede del governo, fatto per cui il nuovo presidente, Julio Argentino Roca, sollecitò un progetto di espansione e restauro della Casa Rosada. Il progetto scelto con un concorso fu quello dell'architetto di origine svedese Enrique Aberg, autore anche di altri edifici importanti a Buenos Aires. Il piano implicava la demolizione di tutti i resti dell'antica fortezza spagnola e la costruzione di un edificio molto simile per stile a quello delle poste, con in aggiunta però un fastoso loggiato al livello del primo piano.
Nel 1894 diventò evidente che lo spazio disponibile nel nuovo edificio era insufficiente. Si decise allora di unificare gli edifici di Aberg e Kihlberg, destinandoli entrambi a funzioni esclusivamente di governo. Il presidente Luis Sáenz Peña affidò il progetto a un architetto italiano: Francesco Tamburini. Questi propose di unire i due edifici mediante la costruzione di un grande arco che oggi costituisce l'accesso alla Casa Rosada, sovrastando la Calle Balcarce. Dopo pochi anni di lavori, il nuovo edificio unificato fu ufficialmente inaugurato nel 1898, durante il secondo mandato presidenziale di Roca.

## Caratteristiche dell'edificio
La facciata della nuova Casa Rosada è necessariamente un modello di eclettismo combinando i più diversi elementi architettonici, mansarde, loggiati e finestre di diversi stili. Il tocco classicista di Tamburini, con il grande arco trionfale che riarticola la facciata, riesce con eleganza a unificare visivamente le disparità risultanti da progettazioni differenti.

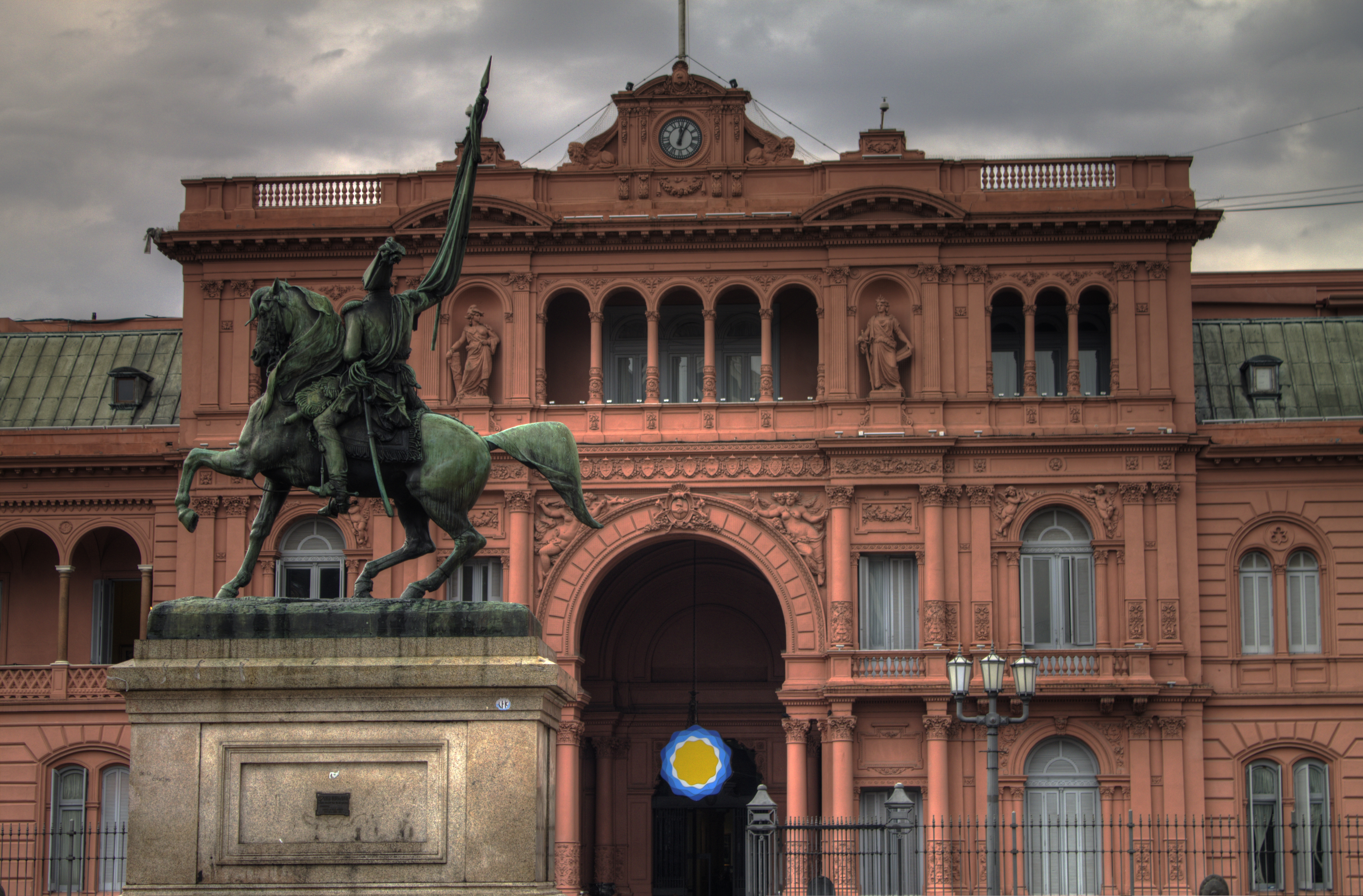
Facciata principale su Plaza de Mayo

Sotto la presidenza di Domingo Faustino Sarmiento il complesso fu dipinto di rosa, colore che ha conservato fino ad oggi, pur con qualche variazione di tonalità, dal rosa pallido a quello molto scuro, quasi salmone, attuale. Secondo la tradizione l'uso del colore rosa fu un'idea del presidente Sarmiento per rappresentare simbolicamente l'unità dei due partiti che si scontrarono nella sanguinosa guerra civile della prima metà del XIX secolo. Il colore bianco, simbolo degli unitaristi, e quello rosso, simbolo dei federalisti, combinati insieme danno appunto il rosa. La storia è tuttavia una leggenda perché gli unitaristi avevano come colore di riferimento il celeste più che il bianco. Il color rosa era molto utilizzato per dipingere gli edifici nel XIX secolo in Argentina perché era facile da ottenere, si trattava di calcina nella quale veniva versato del sangue bovino, che ne aumentava la resistenza all'acqua.
La facciata del palazzo è stata restaurata in vista dei festeggiamenti per il Bicentenario della rivoluzione di maggio (1810-2010). Per i lavori il governo argentino ha stanziato oltre sette milioni di pesos. In prospettiva è stata prevista la pedonalizzazione di tutte le strade che circondano il palazzo, riportando la zona all'estetica che aveva all'inizio del XX secolo.

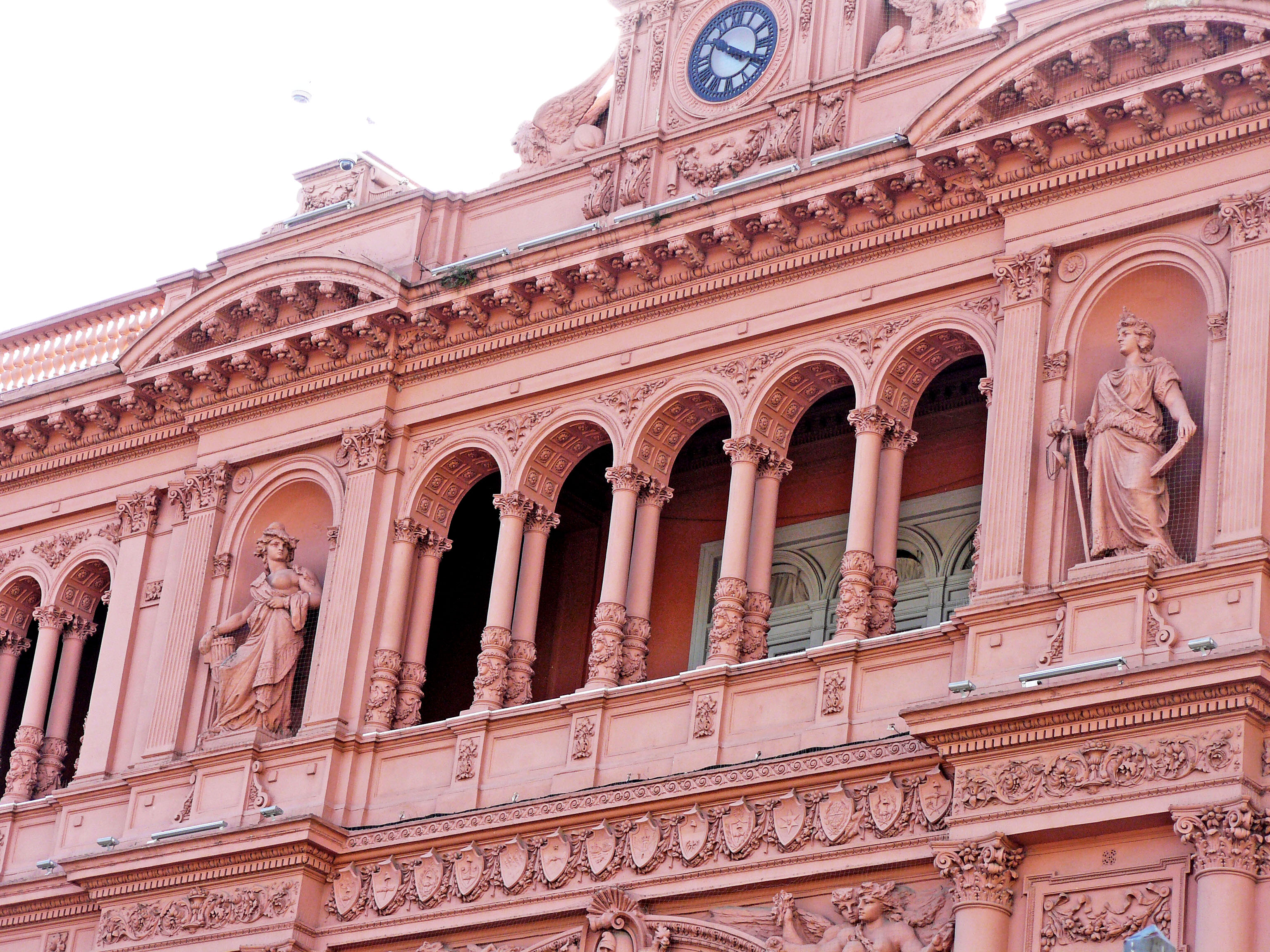
Vista del balcone principale del palazzo, ubicato nella facciata ovest

Lo spiazzo d'accesso su Calle Rivadavia, conduce al Salone dei busti, dove si trovano le effigi dei presidenti argentini. Da questo salone, mediante due grandi scalinate d'onore (soprannominate Italia e Francia) si giunge al primo piano dell'Ala Nord, dove si trova il Salón Blanco, la sala che serve per i ricevimenti ufficiali e le cerimonie presidenziali. L'Ala Nord si struttura intorno al Patio de las Palmeras (Il cortile delle palme). L'Ala Sud, quello che era il vecchio Palazzo delle poste, fu profondamente ristrutturata e parzialmente demolita negli anni trenta del XX secolo, in conseguenza dei lavori di riaddrizzamento della Calle Hipólito Yrigoyen, a loro volta resi necessari dalla costruzione del Palacio de Hacienda.
Il complesso si sviluppa su tre piani verso ovest, dalla parte di Calle Balcarce, e su quattro livelli più uno interrato verso est, dalla parte di Plaza Colón. In questo spazio interrato è sito il Museo de la Casa de Gobierno.

## Museo de la Casa de Gobierno
Questo museo storico fu aperto al pubblico il 27 maggio 1957 e la sua collezione è composta da oggetti personali, ritratti e sculture riguardanti i vari presidenti della Repubblica Argentina. Nella collezione esposta sono compresi anche gli oggetti cerimoniali usati per l'investitura presidenziale come bastoni, scettri e fasce. Altre parti del museo espongono capi di vestiario, mobilio e persino mezzi di trasporto come le carrozze.